# Sessions@AOL (Amy Winehouse)
Sessions @ AOL'' è il primo EP disco registrato dalla cantante inglese Amy Winehouse. Il materiale è stato pubblicato il 1º giugno 2004 nel Regno Unito e contiene sei delle canzoni incluse nel album Frank (2003) stampato in versione acustica.

## Tracce
1. Know You Now – 3:44
2. Stronger Than Me – 4:16
3. You Sent Me Flying – 5:59
4. I Heard Love Is Blind – 3:40
5. (There Is) No Greater Love – 2:49
6. In My Bed – 4:33